# Josef Češka
Josef Češka (4. dubna 1923 Kuřim – 29. října 2015) byl český historik a filolog, odborník na pozdní římské císařství.

## Život
Po maturitě vystudoval historii a latinu na Filozofické fakultě Masarykovy univerzity v Brně, se kterou následně spojil celý svůj profesní život. Léta vedl Katedru starověké kultury a působil i v pozici proděkana pro vědu. Vědecky se zaměřoval na politické, kulturní, náboženské a společenské aspekty pozdní římské říše. Vedle vědecké práce a pedagogického působení je významný též jeho překlad kompletního díla římského historika Ammiana Marcellina.

## Publikace (výběr)
- Diferenciace otroků v Itálii v prvních dvou stoletích principátu. Praha : SPN, 1959.
- Inscriptiones pannoniae superioris in Slovacia Transdanubiana asservatae. Brno : Univerzita J.E. Purkyně, 1967. (s R. Hoškem)
- Římský dominát. Brno : Univerzita J. E. Purkyně, 1976.
- Římský stát a katolická církev ve 4. století. Brno : Univerzita J. E. Purkyně, 1983. Dostupné online
- Hanuš, J. Od katakomb ke světové církvi. Rozhovory s historikem starověku Josefem Češkou. Brno : Centrum pro studium demokracie a kultury, 1998.
- Zánik antického světa. Praha : Vyšehrad, 2000.
- Ammianus Marcellinus, Soumrak říše římské. Přeložil Josef Češka, Odeon, Praha 1975.